# Thu Hương
 (juin 2020).
Si vous disposez d'ouvrages ou d'articles de référence ou si vous connaissez des sites web de qualité traitant du thème abordé ici, merci de compléter l'article en donnant les références utiles à sa vérifiabilité et en les liant à la section « Notes et références ».
 (juin 2008).
Thu Hương (秋香) est un prénom vietnamien féminin qui signifie « parfum d'automne ».
Il est porté, par exemple, par la romancière Dương Thu Hương ou par Phạm Thu Hương, épouse du milliardaire Phạm Nhật Vượng. C’était aussi le pseudonyme de Trịnh Thị Ngọ, propagandiste de radio vietnamienne, également connue sous le nom de « Hanoi Hannah ».
Plusieurs prénoms féminins incluent le mot « Thu » (automne). D’autres incluent le mot « Hương » (parfum), notamment Xuân Hương (« parfum du printemps »), prénom de la poétesse Hồ Xuân Hương.
Ce prénom est également rencontré comme nom de famille, par exemple pour la mathématicienne française Nathalie Thu Huong-Lagier (d).